# 李玮 (曲棍球运动员)
李玮（1978年7月30日—），男，中国曲棍球运动员。他曾代表中国参加2008年夏季奥林匹克运动会曲棍球比赛，获得第十一名。他也参加了2006年亚洲运动会，收获一枚银牌。